# Martin Luther King
Martin Luther King Jr. (ur. 15 stycznia 1929 jako Michael King Jr. w Atlancie, zm. 4 kwietnia 1968 w Memphis) – amerykański pastor baptystyczny, lider ruchu praw obywatelskich, działacz na rzecz równouprawnienia Afroamerykanów i zniesienia dyskryminacji rasowej, laureat pokojowej Nagrody Nobla z roku 1964, człowiek roku 1963 magazynu „Time”. Zamordowany 4 kwietnia 1968 roku przez przeciwników politycznych.

## Młodość i edukacja
Urodził się 15 stycznia 1929 roku w Atlancie jako syn Michaela Kinga seniora i Alberty Williams (córki pastora). Miał dwoje rodzeństwa: starszą siostrę Willie Christine i młodszego brata Alfreda Daniela Williamsa. Po śmierci teścia w 1931 roku King senior przejął po nim zbór. Trzy lata później odbył pielgrzymkę do Ziemi Świętej, a po powrocie zmienił imiona swoje i starszego syna na Martin Luther. King junior jako kilkulatek został członkiem chóru kościelnego, a następnie został posłany do szkoły publicznej. Po pewnym czasie jego ojciec przeniósł go do szkoły eksperymentalnej przy Atlanta University.
W 1944 roku zapisał się do Morehouse College. Jej dyrektorem był Benjamin Mays, który w przeszłości spotkał Mahatmę Gandhiego, przez co wywarł duży wpływ na Kinga i innych uczniów. Dwa lata później napisał list otwarty do wydawcy gazety „Atlanta Constitution” z powodu zabójstwa trojga czarnoskórych: weterana wojennego Snipesa i pary małżeńskiej. W liście wyraził postulat równego dostępu do edukacji, opieki zdrowotnej, ochrony życia i pracy. Zdecydował się zostać duchownym protestanckim i 4 lutego 1948 roku został ordynowany. Trzy tygodnie później został przyjęty do Crozer Theological Seminary w Chester. Uzyskiwał bardzo dobre wyniki w nauce, co potwierdził dziekan w liście do rodziców Kinga.
Podczas pobytu w seminarium zauważał istniejące różnice społeczne i wynikające z nich niesprawiedliwości, a także zapoznał się z pismami Karla Marxa, Waltera Rauschenbuscha i Reinholda Niebuhra. Usłyszał także o ruchu satjagraha, propagowanym przez Gandhiego. Jego strategia non violence wywarła duży wpływ na młodego pastora. W 1951 roku ukończył seminarium i rozpoczął teologiczne studia doktoranckie na Boston University’s School of Theology. Dysertację dotyczącą twórczości Paula Tilischa i Henry’ego Nelsona Wiemana obronił w 1955 roku i uzyskał stopień doktora.

## Działalność publiczna

### Montgomery
Jeszcze przed obroną pracy, został zatrudniony przez parafię Dexter Avenue Baptist Church w Montgomery, jako pastor. Kingowie przenieśli się do miasta w Alabamie 1 września 1954 roku. Wraz ze swoim przyjacielem Ralphem Abernathym uczestniczył w zebraniach NAACP i jeździł na konferencje Alabama Council on Human Relations.
W 1955 roku miał miejsce incydent, kiedy to w autobusie miejskim czarnoskóra Rosa Parks nie ustąpiła miejsca białemu pasażerowi, co było sprzeczne z ówczesnymi przepisami. Ponieważ została za to skazana przez sąd, działacze społeczni, do których potem dołączył King nakłonili Afroamerykanów mieszkających w Montgomery do przeprowadzenia bojkotu komunikacji miejskiej do momentu, aż władze miasta zrezygnują z segregacji rasowej w autobusach. W tym samym czasie powstał Montgomery Improvement Association, którego pastor został liderem.
1 lutego 1956 roku do domu Kinga została wrzucona bomba, jednak nikt z domowników nie odniósł ran. Mimo tego zamachu, pastor nawoływał do nieeskalowania konfliktu i modlitwy za zamachowców. Wobec strat, jakie ponosiło miasto, w marcu prokuratorzy postawili Kinga w stan oskarżenia o nielegalny opór wspomagający protest i łamanie ustawy antybojkotowej. Sąd skazał go na 500 dolarów grzywny i drugie tyle kosztów sądowych albo spędzenie 386 dni w więzieniu.
W wygłaszanych w tym okresie kazaniach często powoływał się na przykład Gandhiego i jego sukcesu uzyskania niepodległości Indii od Wielkiej Brytanii w 1947 roku. Latem 1956 roku podróżował po kraju, głosząc kazania i zbierając pieniądze na działalność MIA i kontynuowanie bojkotu. Po zakończeniu protestu miało miejsce kilka incydentów, w których usiłowano zabić Kinga. W 1957 roku incydenty nasiliły się wskutek działalności odwetowej Ku Klux Klanu.
W lutym 1957 roku odbył się zjazd duchownych protestanckich w New Zion, by omówić działalność pastorów, którzy walnie przyczynili się do sukcesu bojkotu autobusowego. 14 lutego powołano SCLC, a jej pierwszym przewodniczącym został Martin Luther King.
Dzięki temu, że stał się on szerzej znany, został zaproszony przez premiera Ghany Kwame Nkrumaha na uroczystość proklamowania niepodległości kraju. Do Akry udał się 6 marca 1957 roku i spotkał tam między innymi Richarda Nixona. W drodze powrotnej wizytował także w Nigerii, Włoszech i Anglii. Po powrocie zaproponował utworzenie Crusade for Citizenship, które miało zająć się aktywizacją wyborczą czarnych i ich większym zaangażowaniem w gospodarkę.
Pod koniec roku rozpoczął pracę nad autobiografią. Przebywając w Nowym Jorku, na początku 1958 roku otrzymał wiadomość od Federalnego Biura Śledczego, by nie utrzymywał kontaktów z Bayardem Rustinem, który był podejrzewany o skłonności homoseksualne i sympatie komunistyczne. W połowie roku, wraz z innymi działaczami ruchów praw obywatelskich spotkał się z prezydentem Eisenhowerem, któremu przedstawił problemy czarnej społeczności. Jesienią został zaatakowany przez kobietę z nożem i dźgnięty w pierś. Po przewiezieniu do szpitala okazało się, że ostrze nieznacznie ominęło serce, dzięki czemu udało się uratować pacjenta. Na czas rekonwalescencji część jego obowiązków w SCLC przejęła Ella Baker. Pod koniec roku otrzymał zaproszenie od premiera Indii, Jawaharlala Nehru i w lutym 1959 roku udał się do Delhi. Spotkał się z politykami i ze współpracownikami Gandhiego, a po miesiącu udał się do Ziemi Świętej i powrócił do Stanów Zjednoczonych.
29 listopada 1959 roku zrezygnował z posługi w parafii Deuter Avenue i przeniósł się z rodziną do Atlanty. Tam zatrudnił się w parafii swojego ojca.

### Atlanta
25 czerwca 1960 roku spotkał się z Johnem F. Kennedym ubiegającym się o nominację demokratów w zbliżających się wyborach prezydenckich. Pomimo że w większości czarnoskórzy Amerykanie popierali republikanów (z tej formacji wywodził się Abraham Lincoln, który podpisał Proklamację Emancypacji), to King postanowił udzielić swojego poparcia Kennedy’emu.
Już wówczas King był znanym w całym kraju pastorem, do którego licznie zwracano się w sprawach trwającego protestu sit-ins. Sam dołączył do protestu i gdy w październiku 1960 roku przebywał w restauracji domu towarowego Richa, został aresztowany. Zrezygnował z zapłacenia kaucji i pozostał w areszcie. Doprowadziło to do tego, że pod koniec roku w mieście rozpoczął się proces desegregacji w miejscach publicznych. Ponadto pastora oskarżono o jazdę bez ważnego prawa jazdy, za co został skazany na cztery miesiące więzienia. Karę odbył w Reidsville. Przebywając w więzieniu przeżył załamanie nerwowe. Dzięki osobistej interwencji Johna i Roberta Kennedych, sędzia zamienił karę więzienia na grzywnę w wysokości 2 tysięcy dolarów.
Pod koniec lutego 1961 roku pastor powrócił do Montgomery, gdzie odbyła się rozprawa sądowa, w której oskarżono go o niewłaściwe rozliczenia finansowe. Ława przysięgłych uznała go za niewinnego. Na początku lat 60. XX w. odbywał liczne podróże przez co jego żona i dzieci często pozostawały same. W październiku 1962 roku spotkał się z prokuratorem generalnym i prezydentem i namawiał ich do ogłoszenia nowej Proklamacji Emancypacji, nawiązującej do tej, którą sto lat wcześniej podpisał Lincoln. W tym okresie zintensyfikowało się zainteresowanie Kingiem J. Edgara Hoovera. Dyrektor FBI podejrzewał go o sympatie prokomunistyczne i nakazał założyć mu podsłuchy.

### Ruch Albany
Jesienią 1961 roku w Albany zaczął kształtować się ruch, mający na celu zmobilizowanie czarnej ludności do zapisywania się na listy wyborcze. Usiłowano w ten sposób skłonić zwłaszcza czarnoskórą młodzież do zaangażowania w walkę o desegregację w budynkach użyteczności publicznej i o przyznanie im praw wyborczych.
Ponieważ 1 listopada Międzystanowa Komisja Handlu zniosła segregacje na dworcach autobusowych, pomysłodawcy ruchu Albany postanowili zorganizować sit-ins na miejskim dworcu autobusowym. Żaden z dziewięciu studentów, prowadzących akcję na dworcu nie został aresztowany, zatem przyspieszono akcję organizowania ruchu i powołano 18-osobowy komitet organizacyjny. Jednakże pod koniec listopada miały miejsce aresztowania za łamanie prawa segregacyjnego na dworcach obsługujących linie międzystanowe. W wyniku tych zdarzeń Pokojowy Komitet Koordynacyjny Studentów chciał zorganizować w Albany protesty antysegregacyjne, jednak działacze zostali aresztowani, natychmiast po przybyciu do miasta. Wkrótce potem doszło do kolejnych masowych zatrzymań, co skłoniło lidera czarnej ludności, dr Williama Andersona, do skontaktowania się z Ralphem Abernathym i poproszenie by Martin Luther King przybył do miasta.
Pastor przyjechał do Albany 15 grudnia i wygłosił okolicznościowe kazanie. Nie zamierzał pozostać tam długo – planował udzielić jedynie rad, jak należy pokierować protestami, nie stosując przy tym żadnej przemocy. Okazało się to jednak trudne, ponieważ ruch Albany miał niewielkie poparcie społeczne, a główni przywódcy byli wewnętrznie podzieleni. Ponieważ burmistrz odmówił rozmów na temat desegregacji, King, Abernathy i Anderson zorganizowali pokojową demonstrację, która zakończyła się aresztowaniem całej trójki. Początkowo wzbudziło to chęć jedności z działaczami o prawa Afroamerykanów, jednak wkrótce potem okazało się, że ludność nie wyraziła wystarczającego poparcia społecznego. King i Anderson porozumieli się z władzami w kwestii wyjścia z więzienia za kaucją i dzięki temu zwolniono z więzień ponad 700 aresztantów, jednak pastor musiał opuścić miasto. Pięć dni później dowiedział się, że władze miasta nie respektują ustnych umów zawartych z nim i Marion Page, przez co zdał sobie sprawę, że jego taktyka biernego oporu i decyzja o opuszczeniu aresztu była błędna.
W lutym 1962 roku King zaczął być felietonistą w „New York Amsterdam News”. Wkrótce potem zaczął krytykować administrację Kennedy’ego, a od października FBI zaczęło formalnie go inwigilować, nadając mu kryptonim „Cominfil”. 10 lipca zapadł wyrok dotyczący zatrzymań z grudnia poprzedniego roku i King został skazany na 45 dni aresztu lub 178 dolarów grzywny. Dwa dni później nieznany czarnoskóry mężczyzna zapłacił wymaganą kwotę, co umożliwiło Kingowi opuszczenie więzienia i miasta.

### Birmingham
Pod koniec 1962 roku działacze SCLC planowali zorganizować kolejną demonstrację, tym razem w innym mieście Południa – Birmingham, chcąc jednocześnie wyciągnąć wnioski z nieudanej akcji w Albany. King konsekwentnie popierał taktykę biernego oporu i filozofię non violence. Po naradach, władze Konferencji Przywódców Chrześcijańskich Południa, doszły do wniosku, że ruch Albany był źle zorganizowany, ponieważ wobec władz miasta wysunięto wiele różnych żądań, które nie mogły być spełnione. W owym czasie opinia publiczna wykazywała minimalne zainteresowanie sprawami Południa, przedkładając przede wszystkim sprawy stanowe i zagraniczne, ponad problemami społecznymi Afroamerykanów. Dlatego też działacze SCLC planowali przeprowadzić skuteczną kampanię, która skłoniłaby administrację federalną do złożenia w Kongresie nowego Civil Rights Act.
Nastroje w Birmingham, największym mieście Alabamy były rasistowskie, ze względu na działający tam Ku Klux Klan i segregacjonistycznego gubernatora stanu George’a Wallace’a. Liderem ludności w mieście był pastor Fred Shuttlesworth, który chciał podjąć współpracę z Kingiem i Abernathym. Założeniem protestu były starcia agresywnych, białych rasistów z pokojowymi, czarnymi demonstrantami i bojkot sklepów w centrum miasta, należących do białych biznesmenów. Na przywódcę protestu wybrano pastora Wyatta Walkera. By nie popełnić błędów z ruchu Albany, zdecydowano się dążyć tylko do jednego celu – zniesienia segregacji w barach w magazynach handlowych.
King przybył do Birmingham dwa dni przed wyborami na burmistrza, które odbywały się 2 kwietnia 1963 roku. Powierzono mu misję zbiórki pieniędzy, które były potrzebne na organizację protestów, a także na kaucje i grzywny po ewentualnych aresztowaniach. W tym celu spotkał się w nowojorskim apartamencie ze sponsorami (wśród których był Nelson Rockefeller), którzy zgodzili się udzielić pomocy.
Akcja sit-ins w barach rozpoczęła się dzień po wyborach, które wygrał umiarkowany kandydat Albert Boutwell. Jeszcze tego samego dnia, wszyscy protestujący zostali aresztowani. Dwa dni później protest powtórzono i ponownie uczestnicy znaleźli się w więzieniu. Wobec tego kontynuowano pokojowe marsze i bojkot sklepów w okresie przedświątecznym. W jednej z kolejnych demonstracji (którą poprowadził brat Kinga – Alfred) policja zaatakowała protestujących, co potem opisała ogólnokrajowa prasa.
W Wielki Piątek, 12 kwietnia Martin Luther osobiście poprowadził kolejny marsz, licząc się z możliwością aresztowania, co wkrótce potem nastąpiło. Areszt źle wpłynął na samopoczucie pastora, ale, zgodnie z oczekiwaniem, zainteresował ogólnokrajowe i światowe media. Przebywając w odosobnieniu napisał list do białych duchownych, zatytułowany „Letter from Birmingham Jail”, opublikowany przez „The Birmingham News”. Stał się on wykładnią walki o równość praw Afroamerykanów. Po ośmiu dniach w areszcie, sąd wydał wyrok pięciu dni więzienia i pięćdziesięciu dolarów grzywny. King i Abernathy opuścili areszt za kaucją i spotkali się z białymi duchownymi (między innymi z Billym Grahamem), krytycznie nastawionymi do ich działalności.
Ponieważ od czasu opuszczenia aresztu, zainteresowanie mediów zmalało, King postanowił zgodzić się na protesty młodzieży, które mogły okazać się liczniejsze i nie uderzałyby ekonomicznie w rodziny. Marsz około 1000 młodych ludzi odbył się 2 maja i ponad połowa z uczestników została zaatakowana przez siły policyjne i odstawiona do aresztu. Następnego dnia sytuacja się powtórzyła, a łączną liczbę zatrzymanych szacowano na dwa tysiące. Ponieważ brakowało miejsc w aresztach, dzieci przetrzymywano w szkołach. Brutalne działania służb mundurowych zostały opisane w prasie stanowej, krajowej i międzynarodowej, co uderzyło w wizerunek Stanów Zjednoczonych.
4 maja rozpoczęto wstępne nieoficjalne rozmowy władz miejskich z działaczami ruchu praw obywatelskich i właścicielami bojkotowanych sklepów, jednak nie powstrzymało to dalszych marszów pokojowych dzieci, z których kolejny odbył się 6 maja i zgromadził około 1000 osób. Ten i dwa dalsze marsze zakończyły się następnymi aresztowaniami. Wysoki koszt utrzymania zapełnionych więzień wpłynął negatywnie na budżet miasta. 10 maja działacze SCLC postanowili zrobić jeden dzień przerwy w demonstracjach, aby mogły się odbyć negocjacje. Po kilku dniach osiągnięto porozumienie (Birmingham Truce Agreement), w którym obiecano znieść segregację w magazynach sklepowych, zatrudnić czarnych na zasadzie równouprawnienia i powołać dwurasowy komitet do rozwiązywania przyszłych spornych kwestii. Następnego dnia King ogłosił tekst porozumienia na konferencji prasowej i wkrótce potem odleciał do Atlanty.

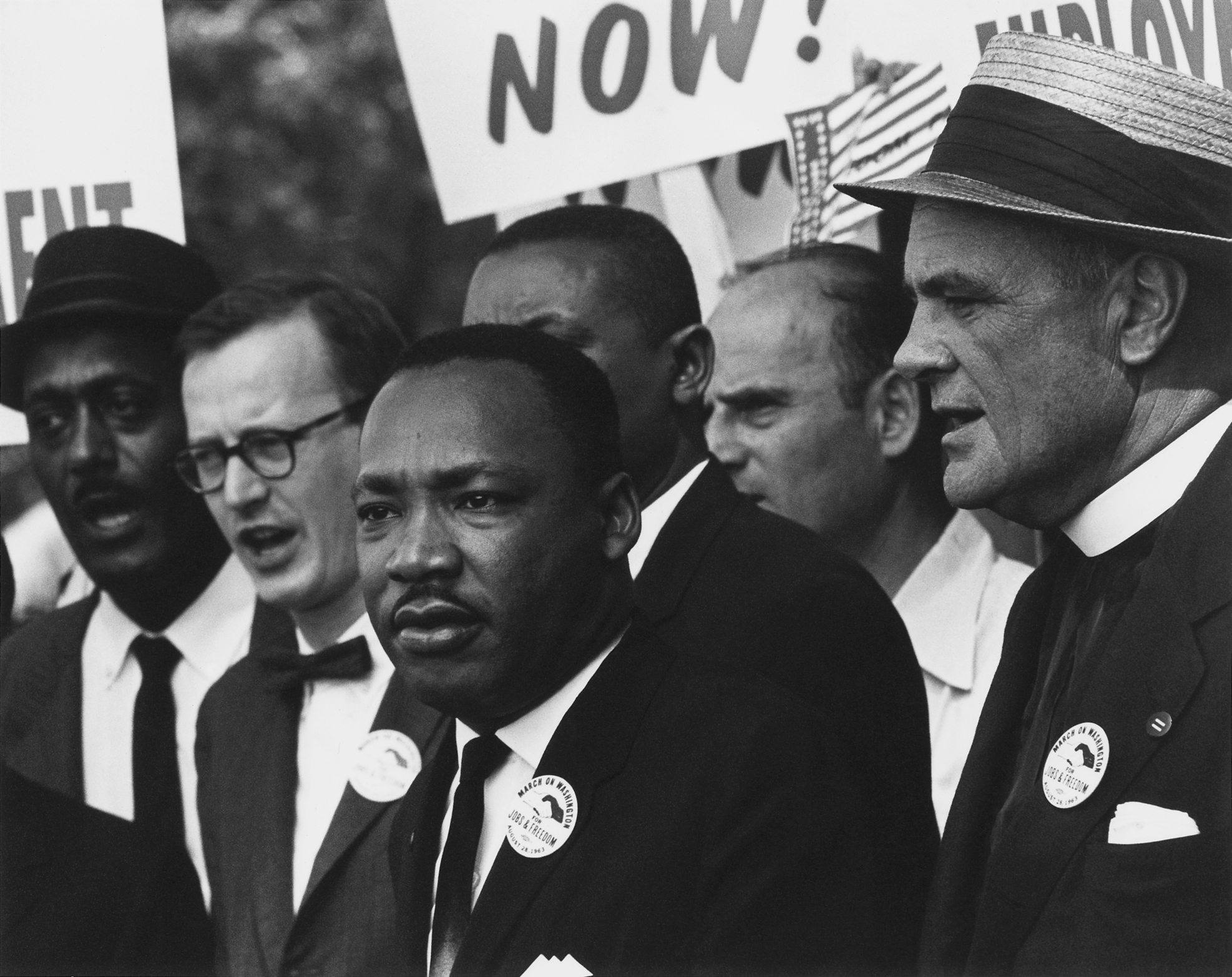
Martin Luther King Jr. w czasie marszu na Waszyngton w 1963 roku podczas którego wygłosił swoje słynne przemówienie I Have a Dream wzywające do zniesienia dyskryminacji rasowej w Stanach Zjednoczonych.

### Marsz na Waszyngton
Po sukcesie kampanii w Birmingham, Konferencja Przywódców Chrześcijańskich Południa planowała przygotować kolejną demonstrację w proteście przeciwko obowiązującym prawom Jima Crowa. Na przełomie maja i czerwca 1963 roku miało dojść do spotkania Martina Luthera Kinga z Johnem i Robertem Kennedymi, jednak nie udało się do tego doprowadzić. 10 czerwca 1963 roku King zarzucił prezydentowi niedotrzymywanie obietnic wyborczych, wobec czego zaczął rozważać zorganizowanie marszu na Waszyngton.
Rozmowy, prócz Randolpha, prowadził Bayard Rustin, który uważał, że w marszu powinno wziąć udział około 100 tysięcy ludzi, a przed Kapitolem należy wręczyć postulaty zniesienia segregacji rasowej kongresmenom. Rozmawiano na ten temat z Negro American Labour Council, National Urban League i SCLC, jednak King był zbyt zajęty wydarzeniami w Birmingham i przyłączył się do negocjacji dopiero w czerwcu. Organizacje zaczęły dochodzić do konsensusu, który opierał się na chęci wykorzystania setnej rocznicy podpisania proklamacji zniesienia niewolnictwa przez Abrahama Lincolna.
Dnia 2 lipca doszło do kolejnego spotkania czarnoskórych przywódców, gdzie ustalono, że nazwa marszu ma brzmieć „Dla pracy i wolności” (ang. For Jobs and Freedom), a jego przywódcą ma zostać Randolph. Z czasem hasło zmieniono na „Pass the Bill”. Głównymi hasłami marszu stały się: więcej miejsc pracy dla osób czarnoskórych, wyższa płaca minimalna i zatrudnienie bez zwracania uwagi na kolor skóry.
W środę 28 sierpnia ponad 200 tysięcy manifestantów zebrało się pod pomnikiem Waszyngtona. Marsz rozpoczął się o godzinie 11:30 i trwał przez 5 godzin, a transmitowała go stacja telewizyjna CBS. Ponieważ liderzy ruchów praw obywatelskich nie zjawili się na czas, by przewodzić marszowi, tłum odśpiewał pieśń wolności, a następnie ruszył Constitution Avenue i Independence Avenue w kierunku Kapitolu. Wówczas wygłoszono kilka przemówień, przeplatanych występami artystycznymi, a jako ostatni głos zabrał Martin Luter King, którego transmitowano już nie tylko w telewizji CBS, ale też w ABC i NBC. Jego przemówienie I Have a Dream na trwałe weszło do klasyki oratorstwa amerykańskiego.

### Rok 1964
Na przygotowanie następnej akcji protestacyjnej wybrano St. Augustine, gdzie obchodzono 400-lecie powstania ośrodku wypoczynkowego, a mniejszość Afroamerykanów stanowiła grupę ludzi drugiej kategorii. Ponadto miasto było mocno opanowane przez sympatyków Ku Klux Klanu. 18 maja King po raz pierwszy przyjechał do florydzkiej miejscowości, a w tym samym czasie ustawa o prawach obywatelskich była dyskutowana w Senacie. Ponieważ w ciągu dnia, czarni pracowali, demonstracje odbywały się w nocy. Na początku czerwca przedstawili listę żądań (w którą wchodziły między innymi: desegregacja w hotelach i barach, umożliwienie zakładania własnych firm przez czarnych oraz ustanowienie dwurasowego komitetu) i obiecali zaprzestać demonstracji, jeśli postulaty zostaną spełnione.
10 czerwca odbył się jednak kolejny marsz, a Senat uchwalił ustawę o prawach obywatelskich. Gdy następnego dnia King, Abernathy i kilku innych działaczy usiłowało zjeść posiłek w restauracji przeznaczonej dla białych, zostali aresztowani. Cztery dni później liderzy organizacji afroamerykańskich zdecydowali się dokumentować na zdjęciach i filmach akty przemocy przeciwko nim. King dążył do jak najszybszego zakończenia akcji protestacyjnej w St. Augustine i kiedy gubernator Cecil Farris Bryant powołał czteroosobowy komitet międzyrasowy, pastor odwołał zaplanowane marsze i opuścił miasto.
2 lipca wziął udział w uroczystym podpisaniu Civil Rights Act przez Lyndona Johnsona. Ustawa została podpisana również przez Kinga. Wszelkie następne działania SCLC skupiła na rejestracji czarnych obywateli na listy wyborcze przed zbliżającymi się wyborami prezydenckimi.
We wrześniu King odbył z rodziną podróż do Europy, gdzie odwiedził kilka stolic i spotkał się między innymi z Pawłem VI. Miesiąc później trafił do szpitala i tam też dowiedział się, że przyznano mu Pokojową Nagrodę Nobla. Miał wówczas 35 lat i był najmłodszym laureatem w historii. To znacznie zintensyfikowało ataki dyrektora FBI J. Edgara Hoovera na pastora, którego określał mianem „największego łgarza w Ameryce”. Odbiły się one na zdrowiu Kinga, który w listopadzie tego samego roku był na skraju załamania nerwowego. Dzięki interwencji prokuratora generalnego Nicholasa Katzenbacha doszło do spotkania Kinga z Hooverem. Pastor przekonywał, że SCLC powinno współpracować z FBI i obaj powinni zapomnieć o dotychczasowych awersjach. Dyrektor Biura ocenił, że spotkanie przebiegło w przyjaznej atmosferze, pomimo osobistej niechęci do Kinga.
Nagrodę Nobla pastor odebrał 10 grudnia w Oslo, w obecności króla Olafa V. Pieniądze z nagrody przeznaczył na finansowanie organizacji afromerykańskich: 12 tysięcy dolarów otrzymało SCLC, 17 tysięcy – inne organizacje, a 25 tysięcy – fundusz Gandhi Society of Human Rights. Dla swojej rodziny, która borykała się z kłopotami finansowymi nie przekazał nic.

### Selma
Sztab SCLC zdecydował, że kolejnym celem walki o równość praw będzie Selma. Wówczas już prasa amerykańska była zainteresowana ruchem Kinga i sprzyjała jego działaniom. King przybył do tego miasta 2 stycznia 1965 roku, aby nadzorować rejestrację Afroamerykanów na listy wyborcze.
Pierwsza próba odbyła się 18 stycznia, gdy grupa 400 czarnych wyruszyła do sądu, gdzie jednak policja nakazała im wchodzić pojedynczo. Ponieważ większość była niepiśmienna, nikt nie został zarejestrowany. Trzy dni później 226 demonstrantów zostało aresztowanych, o czym szeroko rozpisywała się prasa.
W tym czasie King przebywał głównie w Nowym Jorku, zbierając pieniądze na działalność Konferencji Przywódców Chrześcijańskich Południa. 1 lutego zdecydował się przyjechać i przystać na pomysł publicznego aresztowania, by nadać temu wydarzeniu rangę ogólnokrajowego protestu czarnych.
Około 300-osobowy marsz wyruszył spod kościoła Bown Chapel i około 260 jego członków zostało wkrótce zatrzymanych przez policję. Tego samego dnia, podobnie jak wcześniej w Birmingham, około 500 dzieci wyruszyło w drugim marszu; również zostali aresztowani. Ponieważ działania te nie przynosiły oczekiwanego rezultatu, władze SNCC zaprosiły do Selmy Malcolma X, by nakłonił działaczy do nieprzerywania akcji protestacyjnej. Wkrótce potem zapadła decyzja o przeprowadzeniu marszu z Selmy do Montgomery, jednak Martin Luther King był marginalizowany przy jej podejmowaniu. 15 lutego piętnastu kongresmenów zjawiło się w Selmie i odbyło spotkanie z Kingiem, który został zwolniony z aresztu. Podczas rozmów o organizacji marszu, do Kinga dotarły wieści o zabójstwie Malcolma X, z którym pastor raz się spotkał i wymienił poglądami.
7 marca z Selmy wyruszyła grupa ponad 500 ludzi, zmierzająca w kierunku Montgomery. Liczący około 87 kilometrów marsz prowadzili Hosea Williams i John Lewis. Po przejściu sześciu skrzyżowań, zostali zatrzymani przez policję i działaczy Ku Klux Klanu i dotkliwie pobici. Media określiły to zdarzenie mianem „krwawej niedzieli” (Bloody Sunday).
Wkrótce potem King ogłosił, pomimo wielu głosów odradzających, że osobiście poprowadzi kolejny marsz. Odbył się on 9 marca, kiedy to zebrało się łącznie około 1400 osób, zarówno czarnych, jak i białych. Po pokonaniu kilku przecznic, ponownie zostali zatrzymani, przez urzędnika, który odczytał treść listu sędziego federalnego o nielegalności zgromadzenia. Wówczas ludzie zdecydowali się zawrócić.
15 marca Lyndon Johnson wystąpił na sesji Kongresu, gdzie zaapelował do władz Alabamy, by protestujący mieli możliwość przeprowadzenia marszu, a kongresmeni uchwalili nowe prawo wyborcze. Wkrótce potem zmobilizował oddziały Gwardii Narodowej i agentów FBI do ochrony działaczy ruchu praw obywatelskich w Selmie. Trzeci marsz rozpoczął się 21 marca i początkowo liczył około 300 osób, jednak z każdym dniem ta liczba rosła. Trwał pięć dni i zakończył się w Montgomery, gdzie King przedstawił gubernatorowi George’owi Wallace’owi petycję dotyczącą żądań równości praw wyborczych. W momencie dotarcia do stolicy stanu, tłum liczył ponad 25 tysięcy demonstrantów. Po zakończeniu marszu, rodzina Kingów powróciła do Atlanty.
Sukces tego marszu sprowokował podobne marsze w całym kraju, a także przyspieszył głosowanie nad ustawą o prawie wyborczym. Nowe prawo zostało uchwalone przez Senat 26 maja, a przez Izbę Reprezentantów – 9 lipca.
W tym samym roku pastor zabrał głos w sprawie wojny wietnamskiej, której od początku się sprzeciwiał. Przez kolejne lata konsekwentnie nawoływał do zakończenia konfliktu na Półwyspie Indochińskim i krytykował wysyłanie tam amerykańskich żołnierzy.

### Chicago
Jako kolejne miejsce walki o prawa obywatelskie, wybrano Chicago, w którym zamieszkiwała duża liczba Afroamerykanów, pomimo że miasto leży na północy kraju, która wówczas była bardziej liberalna. Obawiano się jednak, że nie sprawdzi się tam strategia biernego oporu, która odniosła sukces na południu. SCLC chciało skoncentrować swoją kampanię na sytuacji socjalnej i społecznej: równość w szkolnictwie, zatrudnieniu i miejscu zamieszkania.
Kampanię rozpoczęto pod koniec 1965 roku i nazwano ją „ruch wolności Chicago”. Skupiono się przede wszystkim na poprawie sytuacji mieszkaniowej czarnych, którzy mieszkali w biednych dzielnicach i zmuszeniu władz miejskich do przeprowadzenia remontów domów komunalnych. Ponadto pastor chciał ułatwić dostęp do edukacji i uzyskiwania pożyczek bankowych dla uboższych mieszkańców. Zdecydował, że przez trzy dni w każdym tygodniu będzie mieszkał w getcie chicagowskim, włączając się w ten sposób w akcję protestacyjną.
SCLC, ustaliwszy gdzie czarni nie mogli mieszkać, gdyż biali się temu sprzeciwili, planowała demonstracje pod hasłem „wolny wybór miejsca zamieszkania” (open housing). Akcję rozplanowano na trzy fazy: pierwsza miała zawierać edukację slumsów, druga polegać miała na ulicznych demonstracjach, a trzecią miała być zorganizowana, masowa akcja protestacyjna.
W lutym 1966 roku Martin Luther King zorganizował festyn na spotkaniu z członkami rady miejskiej, a następnie zebrał czynsze od mieszkańców i przeznaczył je na remonty. Był z tego powodu ostro krytykowany, gdyż prasa uważała, że pastor złamał prawo, nie oddając pieniędzy właścicielom domów. Z czasem zorientował się, że trudno będzie zorganizować akcję na większą skalę, gdyż średnio zamożni Afroamerykanie nie chcieli brać w niej udziału, bojąc się o swój stan posiadania.
W marcu SCLC zorganizowała festiwal, którego celem było zintegrowanie i skonsolidowanie się środowisk czarnych w Chicago. Kolejny etap działań ruchu praw obywatelskich rozpoczął się 10 lipca. Odbył się pięciotysięczny marsz, który zakończył się pod ratuszem miejskim, gdzie King przybił do drzwi listę żądań SCLC, wśród których głównym było wyrównanie potrzeb mieszkaniowych poprzez likwidację slumsów. Odtąd rozpoczęły się codzienne spotkania czarnych, którzy kontynuowali protest. Doprowadziło to do tego, że władze zakręciły dopływ wody do hydrantów publicznych w ubogich dzielnicach, a w odwecie ludność wywołała zamieszki z policją. Burmistrz Chicago usiłował wówczas zdyskredytować Kinga, rozmawiając z prezydentem, z powodu nieopanowania sytuacji w mieście, a także z powodu jego krytyki wojny wietnamskiej. Tego lata zmobilizowano oddziały Gwardii Narodowej do patrolowania kilku większych miast Ameryki.
W wyniku takiego obrotu spraw, władze SCLC odbyły naradę, na której zdecydowano, że do odniesienia sukcesu potrzeba zorganizować duży, pokojowy przemarsz ludności z gett przez dzielnice białych. Pierwszy marsz odbył się 29 lipca, kiedy to około 50 demonstrantów zostało otoczonych przez około 1000 oburzonych białych i zmuszonych do powrotu do kościoła. Z podobnym skutkiem zakończyły się marsze 30 i 31 lipca, gdy kilkusetosobowe grupy zostały rozproszone przez tłumy białych, skandujących rasistowskie hasła.
Na początku sierpnia niezadowolenie białych znacznie się nasiliło. Władze miejskie chciały jak najszybszego uspokojenia sytuacji, a władze SCLC – jak najszybszego spełnienia żądań równości społeczno-ekonomicznej. W tym celu 14 sierpnia odbyło się spotkanie Kinga z radnymi Chicago. Na czas kilku rund rozmów wstrzymano marsze, jednak ponieważ porozumienia nie udało się wypracować, w drugiej połowie sierpnia pastor zdecydował się przeprowadzić demonstrację przy użyciu samochodów – około 70 aut przejechało przez dzielnice przeznaczone dla białych.
Na kolejnym spotkaniu, dzięki mediacji arcybiskupa Johna Cody’ego, wypracowano 10-punktowe ustne porozumienie, na mocy którego miasto miało umożliwić branie kredytów i zakup mieszkania wedle woli kupujących, a także rozszerzyć budownictwo komunalne i zorganizować remonty. Wobec tego, liderzy Konferencji Przywódców Chrześcijańskich Południa przerwali demonstracje. Jednakże 4 września przywódca SNCC w Chicago przeprowadził kolejny marsz, nie respektując porozumienia, ani zasady non-violent. King został posądzony o potajemne przeprowadzenie demonstracji i zdradę. Mimo to pozostał w Chicago do początku 1967 roku, gdzie pracował nad nową książką.

## Zamach i śmierć
W lutym 1968 roku w Memphis odbył się protest pracowników zakładów oczyszczania miasta z powodu zbyt niskich zarobków, który został spacyfikowany przez policję. Z tego powodu King przyjechał do miasta 18 marca, a dziesięć dni później zorganizował protest biednych ludzi. Po kolejnej interwencji służb mundurowych pastor opuścił Memphis, jednak postanowił powrócić tam 3 kwietnia. Gdy powrócił, zakwaterował się w motelu Lorraine poza centrum miasta (w pokoju nr 306, na piętrze). Wieczorem, 4 kwietnia King, Abernathy, James Lawson i Andrew Young przygotowywali się do wyjścia na obiad do pastora Samuela Kylesa. W pewnym momencie King powrócił do pokoju by wziąć swój płaszcz i wówczas jego przyjaciele usłyszeli odgłos strzału. Pastor leżał na balkonie z trzycalową raną wlotową w okolicy prawej strony szczęki i szyi. Kula uszkodziła tętnicę szyjną i rdzeń kręgowy, przez co ranny obficie krwawił. Zmarł tego samego dnia w szpitalu.
Śledztwo prowadzone przez Federalne Biuro Śledcze wykazało, że pokój domu noclegowego naprzeciwko balkonu, w którym zastrzelono Martina Luthera Kinga był wynajmowany przez uciekiniera z więzienia, Jamesa Earla Raya. Znaleziono tam karabin remington z celownikiem optycznym. Zamachowiec uciekł początkowo do Atlanty, a następnie do Europy, jednak został złapany w Wielkiej Brytanii i ekstradowany do Stanów Zjednoczonych 19 czerwca tego samego roku. Wiosną 1969 roku prokuratorzy stanowi postawili mu zarzut zabójstwa, domagając się kary śmierci. Został skazany na 99 lat więzienia.
Siedem lat później sprawa zamachu była rozpatrywana ponownie, tym razem przez Komisję Izby Reprezentantów ds. Zabójstw. Z raportu komisji wynika, że Martin Luther King zginął z ręki Raya, jednak zleceniodawcami mogły być inne osoby, których tożsamości nie udało się ustalić. Zeznania Raya były obiektem wielu kontrowersji, a on sam przez lata pobytu w więzieniu uważał się za niewinnego. Część biografów anglosaskich uważa, że King zginął w wyniku spisku.

## Życie prywatne
Martin Luter King poznał Corettę Scott w trakcie studiów doktoranckich w Bostonie. Była ona córką farmera z Alabamy i studiowała na Antioch College i w bostońskim konwersatorium muzycznym. Pod koniec grudnia 1952 roku oświadczyny pastora zostały przyjęte. 18 czerwca 1953 roku Martin Luther King senior udzielił w Marion ślubu synowi i jego wybrance. Wkrótce potem Coretta Scott przyjęła także chrzest w obrządku baptystów, bowiem wychowana była w rodzinie metodystycznej. Po ukończeniu studiów para powróciła na Południe i osiedliła się w Montgomery. Para doczekała się czwórki dzieci: Yolandy Denise (ur. 1955), Martina Luthera III (ur. 1957), Dextera Scotta (ur. 1961) i Bernice Albertine (ur. 1963).
Już na początku lat 60. nieprzychylna prasa i FBI usiłowały zdyskredytować działalność pastora zarzucając mu niemoralne prowadzenie się. Zarzucano mu, że przebywając poza domem spotykał się w hotelach z wieloma kobietami. Sam King zwierzał się współpracownikom z SCLC, że jest człowiekiem ulegającym pokusom.

## Nagrody i wyróżnienia
- Człowiek Roku tygodnika „Time” (1963)[148]
- Pokojowa Nagroda Nobla (1964)[149]
- Nagroda Margaret Sanger (1966)[150]
- Nagroda Grammy za najlepszy album słowa mówionego „Why I Oppose the War in Vietnam” (1971)[151]
- Prezydencki Medal Wolności (1977)[152]
- Dzień Martina Luthera Kinga (1983)[153]
- Złoty Medal Kongresu (2004)[154]
- Order of the Companions of O. R. Tambo (2004)[155]